# Nectriopsis

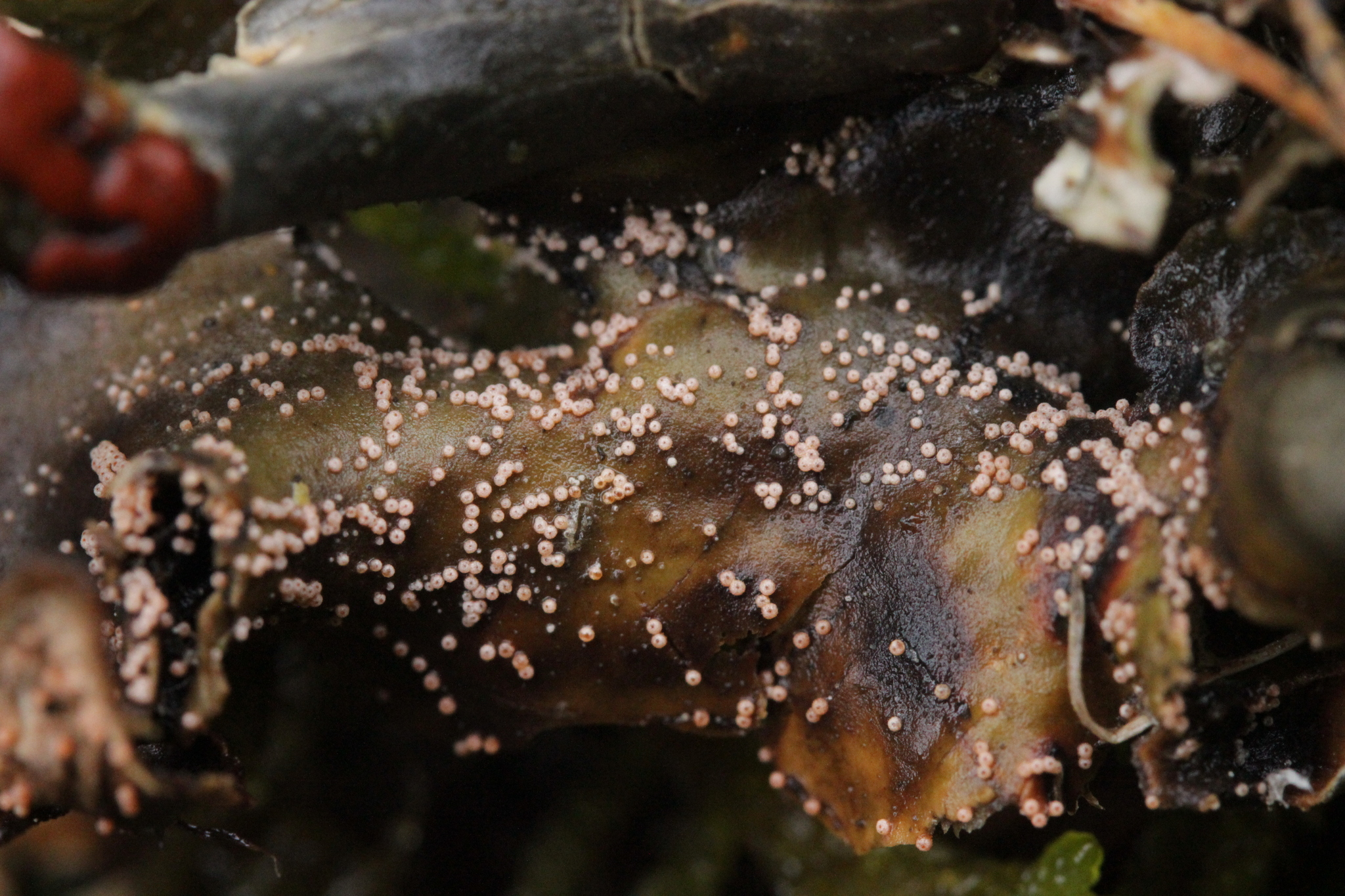
owocniki Nectriopsis lecanodes na plesze porostu

Nectriopsis Maire (nektriopsis) – rodzaj grzybów z rodziny Bionectriaceae. Niektóre gatunki należą do grupy grzybów naporostowych i grzybów rozwijających się na innych grzybach.

## Charakterystyka
Gatunki kosmopolityczne, grzyby niezlichenizowane lub grzyby naporostowe, będące komensalami lub pasożytami porostów lub innych grzybów. Owocniki typu perytecjum, powstające pojedynczo lub w małych grupach, na ogół na niepozornych podkładkach na powierzchnni porostów, lub częściowo zanurzone, zazwyczaj o średnicy mniejszej niż 250 µm, o barwie białej, bladożółtej, pomarańczowej lub jasnobrązowej, rzadko fioletowe, o ścianie K-. Zwykle występują małe, cienkościenne parafizy, a w okresie dojrzałości w workach peryfizy. Worki cylindryczne do maczugowatych, unitunikowe, bez widocznej struktury wierzchołkowej lub z niewyraźnym, refrakcyjnym pierścieniem wierzchołkowym. Askospory cienkościenne, szkliste, poprzecznie septowane, gładkie lub brodawkowate, wrzecionowate lub elipsoidalne, bez galaretowatych osłonek i wyrostków. Anamorfy podobne do Acremonium, Gliocladium, Rhopalocladium lub Verticillium.

## Systematyka i nazewnictwo
Pozycja w klasyfikacji według Index Fungorum: Bionectriaceae, Hypocreales, Hypocreomycetidae, Sordariomycetes, Pezizomycotina, Ascomycota, Fungi.
Synonimy nazwy naukowej: Dasyphthora Clem., Peloronectriella Yoshim. Doi.
Nazwa polska według W. Fałtynowicza.

## Niektóre gatunki
- Nectriopsis albofulta (Petch) Samuels 1988
- Nectriopsis anthostomellicola Whitton, K.D. Hyde & McKenzie 2012
- Nectriopsis apiosporae J. Luo & W.Y. Zhuang 2010
- Nectriopsis broomeana (Tul. & C. Tul.) W. Gams 1982
- Nectriopsis byssotecta (Rehm) Samuels 1988
- Nectriopsis candicans (Plowr.) Maire 1911
- Nectriopsis cladoniicola M.S. Cole & D. Hawksw. 2001
- Nectriopsis lecanodes (Ces.) Diederich & Schroers 1999 – nektriopsis misecznikowy
- Nectriopsis tatrensis (Alstrup) Lisická & Alstrup 2005 – tzw. nektria tatrzańska
- Nectriopsis tremellicola (Ellis & Everh.) W. Gams 1982
- Nectriopsis uredinophila (Syd.) W.Y. Zhuang & X.M. Zhang 2003

Nazwy naukowe na podstawie Index Fungorum. Nazwy polskie według W. Fałtynowicza.